# Ким Юн Ми (шорт-трекистка)
Ким Юн Ми (кор. 김윤미; англ. Kim Yun-Mi, род. 1 декабря 1980 года в Сеуле ) — корейская шорт-трекистка. Двукратная олимпийская чемпионка 1994 и 1998 годов. Бронзовая призёр в абсолютном зачёте чемпионата мира 1995 года. Трёхкратная чемпионка мира 1995, 1996 и 1997 годов в команде. Самая юная олимпийская чемпионка в истории зимних Олимпийских игр во всех видах спорта (13 лет и 83 дня, на год с лишним моложе занимающей второе место Вон Хе Гён, с которой они вместе выиграла золото в эстафете в 1994 году).

## Спортивная карьера
Юн Ми родилась в Сеуле и была вторым ребёнком в семье. Старший брат с детского сада занимался фигурным катанием, она наблюдала за его занятиями, это и было поворотным моментом в её жизни. С 1986 года занималась конькобежным спортом, а в 1991 году стала заниматься шорт-треком. В июне 1993 года была включена в национальную сборную.
В 1994 году Ким выступила на Олимпийских играх в Лиллехамере в 13 лет и стала самой юной чемпионкой зимних Олимпиад, когда выиграла в эстафете золотую медаль. Её титул останется за ней навсегда, так как isu после того случая установила норматив на участие в играх с 15 лет. 
В том же году на чемпионате мира в Гилфорде с командой взяла бронзу в эстафете. Уже в 1995 году она стала бронзовым призёром в общем зачёте на 
чемпионате мира в Йевике. Сначала была третьей на дистанции 500 метров, а потом выиграла финал на 3000 метров. Ну и точкой того чемпионата стала серебряная медаль в эстафете. Чуть позже выиграла и юниорский чемпионат мира в многоборье. В 14 лет Юн Ми уже выиграла почти всё, что можно. На чемпионате мира среди команд 1995 года в Зутермере она также выиграла золото с командой. 
А потом ещё дважды выигрывала золото этих первенств в Лейк-Плэсиде и Сеуле. В 1998 году на Олимпийских играх в Нагано Ким Юн Ми вновь выиграла в команде эстафету, при этом именно она вырвала победу у китаянки Ян Ян (А) и принесла победу Кореи с мировым рекордом 4:16.260 сек. После игр она решила завершить карьеру. Однако она вернулась на лёд и в последний год её выступлении она выиграла золото на Зимних Азиатских играх в Канвоне. Ким хотела участвовать ещё на Олимпиаде в Солт-Лейк-Сити, но травмы помешали ей.  

## Карьера тренера
Ким Юн Ми внезапно в 21 год закончила карьеру спортсмена и посвятила себя учёбе в  Университете Ёнсе, а в 2004 году переехала в США, где училась в Университете Тоусона в Вашингтоне. Там же стала тренером команды Leading Edge, которая в 2006 году достигла своего расцвета. Корейские спортсмены из этой команды выигрывали национальные турниры один за другим. В настоящее время возраст в команде составляет от 5 до 65 лет..

## Личная жизнь
Ким вернувшись в Корею в апреле 2011 года и работала физиотерапевтом в больнице Сеула, где помогла реабилитировать Чан Мин Сока, за которого вышла замуж в 2013 году. Вскоре после замужества она вернулась в Соединенные Штаты и получила степень магистра в области физических упражнений в Университете штата Южная Флорида, и за это время у них родилось двое детей. В апреле 2017 года она заняла пост главного тренера Клуба конькобежного спорта «Доминион» в Вирджинии, а в декабре 2017 года родила третьего ребёнка, живёт в  Вирджинии в США.